# 隅田善雄
隅田 善雄（すみだ よしお、1906年〈明治39年〉9月24日 - 没年不明）は、昭和時代の実業家。

## 経歴
広島県に生まれる。隅田光蔵の二男。1931年（昭和6年）慶應義塾大学経済学部を卒業後、東洋紡に入社。購買部、津出張員兼津工場用度掛主任、伊丹製絨工場用度掛主任を経て、資材課長となり、東京資材課長ののち東洋ゴムに転じ業務部長代理兼倉庫課長、事務部長附製品課長、営業部長、資材部長、1952年（昭和27年）参与課査室長、1954年（昭和29年）総務部長、1962年（昭和37年）5月、監査役を経て、1965年（昭和40年）東洋ゴム不動産取締役に就任した。同年退任し、東洋ゴム工業顧問を経て、昌和不動産取締役となった。

## 親族
隅田家
- 父・光蔵（1869年 - ?、大阪、隅田保兵衛の長男、大阪合同紡績、同興紡績各取締役）[1][4]
- 母・ミドリ（1871年 - ?、新潟、石平弥三次の長女、石平音吉の養子）[4][5]
- 妻・稲穂子（1915年 - ?、二村権二郎の長女）[1]
- 長女・順子（1938年 - ）[1]
- 二女・睦子（1943年 - ）[1]
- 長男・敏雄（1947年 - 、北海道大学触媒科学研究所客員教授）[1][6]